# Eva Åkerberg
Eva Åkerberg, född 1957, är en svensk översättare av psalmer, körverk, visor och religiös sång samt musikdramatik och blankvers. Hon är även av Kammarkollegiet auktoriserad translator från bulgariska.

## Översättningar i urval
- Adams: Doctor Atomic
- Bach: Kantat I-III ur Juloratoriet (med Gerd Román)
- Bach: Kaffekantaten (med Gerd Román)
- Berg: Wozzeck
- Bartók: Riddar Blåskäggs borg
- Bizet: Carmen
- Britten: Billy Budd
- Britten: The turn of the screw
- Eötvös: Tre systrar
- Gershwin: Porgy and Bess
- Gluck: Orfeus och Eurydike
- Händel: Semele
- Høybye: Katt matt i natt (med Gerd Román)
- Høybye: Paraplyboken (med Gerd Román)
- Janáček: Jenufa
- Katz-Chernin: The Widower
- Levay: Rebecca
- Lully: Atys
- Mendelssohn/Shakespeare: En midsommarnattsdröm
- Mozart: Bastian och Bastienne (med Gerd Román)
- Mozart: Requiem
- Mussorgskij: Chovansjtjina
- Offenbach: Tulipatan-ön (med Gerd Román)
- Penderecki: Jerusalems sju portar
- Puccini: Madama Butterfly
- Purcell: Dido och Aeneas
- Rodgers & Hammerstein: Sound of Music
- Rossini: Greve Ory
- Saint-Saëns: Djurens karneval
- Shakespeare: Kung Lear
- Shakespeare: Lika för lika
- Shakespeare: Romeo och Julia
- Schreker: Klangen i fjärran
- Schubert: Winterreise
- Strauss: Rosenkavaljeren
- Tjajkovskij: Spader Dam
- Tjajkovskij: Eugen Onegin
- Turnage: Anna Nicole
- Verdi: Luisa Miller

## Psalmer
- Psalmer i 2000-talet
  - 802 Du, Gud, kan visa nya vägar (text)
  - 829 Det händer nu (text)
  - 839 Förnedringen av jorden (text)
  - 868 En psalm om konst (text)
  - 869 Vi tackar Gud - Guds ljus är här (text)